# Ain-Tair Guendez
Ain-Tair Guendez (épouse Djalal), née le 16 juillet 1947, est une femme politique algérienne. Membre du Front de libération nationale, elle fut députée de la troisième circonscription électorale de la wilaya de Chlef au cours de la troisième législature (1987-1992).